# Isochariesthes variegata
Isochariesthes variegata är en skalbaggsart som först beskrevs av Stefan von Breuning 1939.  Isochariesthes variegata ingår i släktet Isochariesthes och familjen långhorningar. Inga underarter finns listade i Catalogue of Life.